# Hospital Marítimo de Santa Isabel
O Hospital Marítimo de Santa Isabel fica localizado no bairro de Jurujuba, em Niterói, e foi inaugurado em 29 de Julho de 1856 pelo então Imperador Dom Pedro II, a fim de receber pessoas com doenças infectocontagiosas  e mantê-las em quarentena, tentando evitar que houvesse um surto no Rio de Janeiro. Assim, os navios que chegavam ao Rio, atracavam em Niterói, esperando liberação para seguir viagem. Recebeu este nome em homenagem ao décimo aniversário da Princesa Isabel. Atualmente está desativado como hospital e a estrutura foi reutilizada como escola.

## História
Por volta de 1849, surgiu na cidade do Rio de Janeiro os primeiros surtos de doenças epidêmicas, gerando na sociedade local e no país grande pânico, que acabou levando o Governo Imperial Brasileiro a tomar medidas de saúde pública, isolando os passageiros de embarcações em lazaretos improvisados.
Paralelamente a essa postura, eram realizadas inspeções nos navios que chegavam. Passado algum tempo, o governo também criou a Junta de Higiene Pública, mais tarde renomeada para Junta Central de Higiene Pública, que tinha como propósito prevenir novos surtos epidêmicos e teve como seu primeiro presidente o Doutor Francisco Paula Cândido.
Em meados do século XIX, sendo o Brasil ainda um Império, ocorre um posicionamento governamental de fazer desta região um local para quarentena, tentando evitar com esta medida, o alastramento do contágio de doenças como a varíola, febre amarela, cólera, tifo, tuberculose e outras que causavam alarme na população e nos governantes, e pavor nos viajantes que passavam pelo litoral. Desta maneira, os navios ancoravam na Terra do Além ou Niterói antes de prosseguir para o Rio de Janeiro, pois havia sido criado um espaço de isolamento a fim de prevenir o alastramento das doenças, originando o nome do local, o "Preventório", localizado ao lado do bairro de Jurujuba.
Desse modo, foi criado em 1851 o Lazareto de Jurujuba, sob a direção do presidente da Junta Central de Higiene Pública, Francisco de Paula Cândido  cemitério, e teve como destaque o médico Bento Maria da Costa. Pelo Decreto número 1.103 de 3 de Janeiro de 1853, o governo Imperial substituiu o Lazareto pelo Hospital Marítimo de Santa Isabel, no qual morreram muitos estrangeiros.
Em 1859, o Hospital de Santa Isabel recebeu um novo regulamento, aprovado pelo decreto n. 2.416, de 30 de abril, que colocava como dependência do hospital, além dos lazaretos existentes, qualquer outro que fosse criado.
Em 1898, o hospital mudou de nome e passou a se chamar Paula Cândido em homenagem ao professor que o fundou.

## Homenagem a Princesa Isabel
A instituição recebeu o nome de Hospital Marítimo de Santa Isabel, homenageando a Princesa Isabel, filha do Imperador Dom Pedro II, e foi inaugurado em 29 de julho de 1856, data do seu décimo aniversário.

## Influências
O hospital foi fechado em 1861, sendo reaberto no ano de 1867. Neste mesmo ano, o espaço foi cedido ao Ministério da Guerra para abrigar os militares doentes da Guerra do Paraguai.

## Decretos
- Decreto de Criação - Decreto n. 1.103, de 03 de janeiro de 1853.[4]
- Decreto de Regulamentação - Decreto n. 2.416, de 30 de abril de 1859.[5]